# Den Fremmede
Den Fremmede er en dansk stumfilm fra 1914, der er instrueret af Vilhelm Glückstadt. Filmen er et melodrama produceret af Filmfabriken Danmark. Den adskiller sig fra mange af Nordisk Films samtidige melodramaer ved at have en lykkelig slutning.

## Handling
Fuldmægtig Wang spiller sin månedsgage op og er ved at gøre sig til forbryder for at få penge. Men i sidste øjeblik reddes han af "den fremmede", en godgørende, mystisk person.

## Medvirkende
- Emanuel Gregers - Fuldmægtig Poul Wang
- Gudrun Houlberg - Carla, Wangs kone
- Rasmus Ottesen - Grosserer Dahl
- Kristian Møllback - Privatdiskontør Frandsen
- Hakon Ahnfelt-Rønne - Wangs kontorkollega
- Charles Løwaas - Grosserer Dahls chef